# Coppa Latina 1963 (hockey su pista)
La Coppa Latina 1963 è stata l'8ª edizione dell'omonima competizione europea di hockey su pista riservata alle squadre nazionali. Il torneo ha avuto luogo dal 10 al 12 ottobre 1963.
La vittoria finale è andata alla nazionale della Spagna che si è aggiudicata il torneo per la seconda volta nella sua storia.

## Formula
La Coppa Latina 1963 vede la partecipazione delle nazionali della Francia, dell'Italia, del Portogallo e della Spagna. La manifestazione fu organizzata con un girone all'italiana, con gare di sola andata di 3 giornate: erano assegnati due punti per l'incontro vinto, un punto a testa per l'incontro pareggiato e zero la sconfitta. Al termine del torneo la squadra prima classificata venne proclamata vincitrice della coppa.

## Risultati
| Squadra    | Pt | G | V | N | P | GF | GS | DG  |
| ---------- | -- | - | - | - | - | -- | -- | --- |
| Spagna     | 6  | 3 | 3 | 0 | 0 | 11 | 2  | +9  |
| Portogallo | 4  | 3 | 2 | 0 | 1 | 19 | 3  | +16 |
| Italia     | 2  | 3 | 1 | 0 | 2 | 5  | 6  | -1  |
| Francia    | 0  | 3 | 0 | 0 | 3 | 0  | 24 | -24 |

| Bologna 10 ottobre 1963 | Francia | 0 – 5 | Italia |  |

| Bologna 10 ottobre 1963 | Portogallo    | 2 – 3 | Spagna | \| Arbitro: \| Hugo De Crook \| |
| Arbitro:                | Hugo De Crook |       |        |                                 |

| Bologna 11 ottobre 1963 | Francia | 0 – 14 | Portogallo |  |

| Bologna 11 ottobre 1963 | Italia | 0 – 3 | Spagna |  |

| Bologna 12 ottobre 1963 | Francia         | 0 – 5 | Spagna | \| Arbitro: \| Bert Van Dinter \| |
| Arbitro:                | Bert Van Dinter |       |        |                                   |

| Bologna 12 ottobre 1963 | Italia | 0 – 3 | Portogallo |  |